# Willi Ost
Willi Ost, född 20 mars 1903 i Frankenstein, Schlesien, död 1945, var en tysk SS-Standartenführer.

## Biografi
Ost, som var köpman till yrket, anslöt sig 1922 till Freikorps Oberland.

### Andra världskriget
Den 1 september 1939 anföll Tyskland Polen och den 26 oktober inrättades Generalguvernementet, den del av Polen som inte inlemmades i Tyska riket. Från juli 1941 till april 1943 var Ost stabschef hos Fritz Katzmann, SS- och polischef i distriktet Galizien i Generalguvernementet. Från april till juli 1943 var Ost, som Katzmanns efterträdare, tillförordnad SS- och polischef. Ost var en av de ansvariga för judeförföljelserna i distriktet Galizien.